# إسماعيل بن عيسى العباسي
إسماعيل بن عيسى بن موسى الهاشمي والي عباسي في القرن الثامن الميلادي على مصر. وهو ابن عيسى بن موسى، وأخو موسى بن عيسى بن موسى. ولاه هارون الرشيد على مصر سنة 183 هـ/ 798م، واستمر لبضعة أشهر، وعزله بالليث بن الفضل.

## ولايته على مصر
ولاه الرشيد على إمرة مصر بعد عزل إسماعيل بن صالح العباسي عنها على الصلاة، فقدم مصر 16 جمادى الآخرة سنة 183 هـ.
ولما دخل مصر سكن العسكر على عادة أمراء مصر، ودام على إمرتها إلى أن صرفه الرشيد عنها بالليث بن الفضل في شهر رمضان سنة 183 هـ، فكانت ولايته على مصر ثلاثة أشهر تنقص أيامًا.
وتوجه إلى الرشيد فأكرمه ودام عنده، إلى أن حج معه في سنة 186 هـ.